# Wretch 32
Жермейн Синклэр Скотт (англ. Jermaine Sinclaire Scott; род. 9 марта 1985), более известный под псевдонимом Wretch 32 — английский хип-хоп- и грайм-исполнитель из Тоттенема. Он был участником грайм-коллектива Combination Chain Gang, пока не образовал The Movement вместе со Scorcher, Ghetts и Mercston. Wretch 32 выпустил свой первый сингл «Tractor» в январе 2011.
В 2009 году Mp3 Music Awsrds объявила о том, что Wretch 32 вместе с Chipmunk и Haringey Independent были номинированы на Mp3 Award, позже Channel U (Channel AKA) опубликовал подробности.
6 декабря 2010 BBC также объявил о номинировании Wretch 32 на голосование Sound of… 2011, в свою очередь MTV назвал его номинантом премии MTV Brand New за 2011 год.
В 2011 году Wretch 32 записал три сингла для своего дебютного альбома «Black and White», которые вошли в топ-5 чартов и набрали более миллиона продаж. В 2012 он был приглашен Adidas и Coca Cola как одно из главных лиц их PR-кампаний для Олимпийских игр в Лондоне 2012 и 1 июля 2012 он выиграл премию «Best Inberbational Act» от BET Awards.
В 2016 Wretch в связи с выходом его третьего студийного альбома «Growing Over Life» выпускает такие синглы как: «Blackout», «Doing OK», «6 Words» и «Alright with Me».

## Карьера

### Ранняя жизнь
Родился в марте 1985 в афро-карибской семье. Скотт рос вместе с такими музыкальными коллективами как Combination Chain Gang и The Movement, участником которой он впоследствии станет вместе с Scorcher, Ghetts Mercston и Девлином. В продолжение своей карьеры репера, в 2006 Скотт выпускает серию микстейпов, в которую входит Teacher’s Training Day, записанный при участии гостей: Ghetts, Bashy и Scorcher.

### Псевдоним
Его мать из Ямайки, где слово «wretch» означает «тощий» или «худой». Она называл его так, когда он был ребёнком, так псевдоним и прижился. 32 — это его счастливое число и он посчитал, что будет весело, когда в его псевдониме будет число. Поэтому он приписал после слова Wretch число 32.

### 2008-11: Ранняя карьера
Его дебютный альбом, «Wretchrospective» был опубликован в Великобритании в 2008 году, ещё до того, как Wretch подписался на лейбл Ministry of Sound. 6 декабря назван номинантом в голосовании Sound of… 2011 от BBC, опросе, который предсказывает прогресс карьеры артиста в течение следующего года. В 2010 Wretch 32 выиграл премию Official Mixtape Award в номинации «Лучший хип хоп микстейп 2009 года».

### 2011-12: Black and White
16 сентября 2011 Wretch выпускает «Tractor», главный сингл с его второго студийного альбома «Black and White» с помощью лейбла Ministry Of Sound как в цифровых загрузках, так и в CD вариантах. Трек показал коммерческий успех, был выбран на Reggie Yates от BBC Radio 1 в 19-20 числах декабря 2010 года.

## Личная жизнь
У Скотта есть двое детей от бывшей девушки Эшли: Kyrayn Scott (род. 2006) и Skye-Laurell Scott (род. 2001).

## Дискография

### Студийные альбомы
- Wretchrospective (2008)
- Black and White (2011)
- Growing Over Life (2016)

## Награды и номинации
| Год  | Организация                     | Номинант                            | Награда                | Результат   |
| ---- | ------------------------------- | ----------------------------------- | ---------------------- | ----------- |
| 2006 | BBC 1Xtra                       | Wretch 32                           | Best Hip Hop           | Победа      |
| 2009 | Official Mixtape Awards         | Wretch 32                           | Most Streat Heat       | Победа      |
| 2010 | BBC Sound of 2011               | Wretch 32                           | Sound of 2011          | Номинирован |
| 2010 | MTV Brand New                   | Wretch 32                           | New for 2011           | Номинирован |
| -    | Urban Music Awards              | Wretch 32                           | Artist of the Year     | Победа      |
| -    | Urban Music Awards              | Wretch 32                           | Best Hip Hop Act       | Победа      |
| -    | Urban Music Awards              | Wretch 32 ft. Example 'Unorthodox'  | Best Single            | Победа      |
| -    | Urban Music Awards              | Wretch 32 ft. Example 'Unorthodox'  | Best Music Video       | Победа      |
| -    | MP3 Music Awards                | Wretch 32 ft. Example 'Unorthodox'  | The UGG Award          | Победа      |
| -    | 4 Music Video Honours           | Wretch 32 ft. L. Marshall 'Tractor' | Best Big Beats         | Номинирован |
| -    | 4 Music Video Honours           | Wretch 32                           | Best Breakthrough      | Номинирован |
| -    | BET Best International Act 2012 | Wretch 32                           | Best International Act | Победа      |
| 2012 | NXG Awards                      | Wretch 32                           | Inspiration Act        | Победа      |